# جون راتزنبرجر
جون راتزنبرجر (بالإنجليزية: John Ratzenberger)‏ مواليد 6 أبريل 1947 في بريدجبورت، الولايات المتحدة، هو ممثل أمريكي بدأ مسيرته الفنية عام 1976.

## وصلات خارجية
- الموقع الرسمي
- جون راتسنبرجر على موقع IMDb (الإنجليزية)
- جون راتسنبرجر على موقع روتن توميتوز (الإنجليزية)
- جون راتسنبرجر على موقع ألو سيني (الفرنسية)
- جون راتسنبرجر على موقع ميوزك برينز (الإنجليزية)
- جون راتسنبرجر على موقع تيرنر كلاسيك موفيز (الإنجليزية)
- جون راتسنبرجر على موقع أول موفي (الإنجليزية)
- جون راتسنبرجر على موقع قاعدة بيانات الأفلام السويدية (السويدية)
- جون راتسنبرجر على موقع إن إن دي بي (الإنجليزية)
- جون راتسنبرجر على موقع قاعدة بيانات الفيلم (الإنجليزية)
- جون راتسنبرجر على موقع كينوبويسك (الروسية)